# Lymeon xanthogaster
Lymeon xanthogaster là một loài tò vò trong họ Ichneumonidae.